# Hylocomiopsis
Hylocomiopsis là một chi rêu trong họ Thuidiaceae.